# 大瀬良直人
大瀬良 直人（おおせら なおと、1982年4月9日 - ）は、熊本県出身の元サッカー選手、サッカー指導者である。現役時代のポジションはミッドフィールダー。

## 来歴
大津高校3年時はキャプテンとしてチームを牽引。高校卒業後は駒澤大学に進学し、総理大臣杯3連覇やインカレ優勝など数多くのタイトルを獲得。2005年、ロッソ熊本とプロ契約。
2006年限りで現役を引退し、2007年シーズンよりロアッソ熊本トップチームコーチに就任した。
2010年より熊本のアカデミーコーチに就任したが、2015年1月14日に退任が発表された。

## 所属クラブ
- 長洲町立腹栄中学校
- 1998年 - 2000年 熊本県立大津高等学校
- 2001年 - 2004年 駒澤大学
- 2005年 - 2006年 ロッソ熊本

## 個人成績
| 国内大会個人成績 | 国内大会個人成績 | 国内大会個人成績 | 国内大会個人成績 | 国内大会個人成績 | 国内大会個人成績 | 国内大会個人成績 | 国内大会個人成績 | 国内大会個人成績 | 国内大会個人成績 | 国内大会個人成績 | 国内大会個人成績 |
| 年度             | クラブ           | 背番号           | リーグ           | リーグ戦         | リーグ戦         | リーグ杯         | リーグ杯         | オープン杯       | オープン杯       | 期間通算         | 期間通算         |
| 年度             | クラブ           | 背番号           | リーグ           | 出場             | 得点             | 出場             | 得点             | 出場             | 得点             | 出場             | 得点             |
| 日本             | 日本             | 日本             | 日本             | リーグ戦         | リーグ戦         | リーグ杯         | リーグ杯         | 天皇杯           | 天皇杯           | 期間通算         | 期間通算         |
| ---------------- | ---------------- | ---------------- | ---------------- | ---------------- | ---------------- | ---------------- | ---------------- | ---------------- | ---------------- | ---------------- | ---------------- |
| 2005             | 熊本             | 22               | 九州             | 1                | 0                | -                | -                | 0                | 0                | 1                | 0                |
| 2006             | 熊本             | 22               | JFL              | 0                | 0                | -                | -                | 1                | 0                | 1                | 0                |
| 通算             | 日本             | 日本             | JFL              | 0                | 0                | -                | -                | 1                | 0                | 1                | 0                |
| 通算             | 日本             | 日本             | 九州             | 1                | 0                | -                | -                | 0                | 0                | 1                | 0                |
| 総通算           | 総通算           | 総通算           | 総通算           | 1                | 0                | -                | -                | 1                | 0                | 2                | 0                |

## 指導歴
- 2007年 - 2014年 ロアッソ熊本
  - 2007年 - 2009年 コーチ
  - 2010年 - 2014年 アカデミーコーチ